# Michel Izard
Pour les articles homonymes, voir Izard (homonymie).
Michel Izard, né le 26 octobre 1931 à Paris et mort le 1er février 2012 dans la même ville, est un anthropologue et ethnologue français. Directeur de recherche émérite au Centre national de la recherche scientifique (CNRS), il était membre, depuis sa fondation en 1960 par Claude Lévi-Strauss, du Laboratoire d'anthropologie sociale (Collège de France, EHESS, Paris).
Ses recherches, à la fois historiques et ethnographiques, ont été conduites en Haute-Volta – devenue depuis le Burkina Faso – sur l'organisation sociale et politique d'une société africaine (le Moogo, les habitants : les Moose, au singulier Moaga). Il s'est intéressé au Moogo précolonial (avant 1895), en particulier au royaume du Yatenga et Ouagadougou. Ses enquêtes ont porté notamment sur la répartition du pouvoir et le système sociopolitique. Il a détaillé comment les « Gens du pouvoir », conquérants venus du sud au XVIe siècle, devaient s’en remettre à leurs sujets autochtones, les « Gens de la terre », du soin de propitier une terre nourricière sur laquelle la conquête ne leur avait donné aucun pouvoir. La mise au jour à jour de cette configuration politique et religieuse est un apport majeur à l’anthropologie du politique. Elle a incité d'autres chercheurs à entreprendre des investigations semblables ailleurs en Afrique, où ils ont mis en évidence diverses variantes de cette configuration.
À la fin des années 1970, avec Pierre Smith, il a supervisé, coordonné et publié un ensemble de recherches d'inspiration structuraliste sur les mythes et les rituels (La Fonction symbolique) ; puis, dès le début des années 1980, il a contribué avec Nicole Belmont à la diffusion des travaux de James George Frazer (Le Rameau d'or) en français. En 1991, paraît le Dictionnaire de l'ethnologie et de l'anthropologie aux Presses universitaires de France, un ouvrage de référence codirigé avec Pierre Bonte. En 2004, il a dirigé un « Cahier de l'Herne » consacré à l'œuvre de Claude Lévi-Strauss.
Il a été l'époux de Françoise Héritier.

## Ouvrages
- avec Françoise Izard-Héritier, Aspects humains de l'aménagement hydro-agricole de la vallée du Sourou, Antony, Les auteurs, 1958.
- avec Françoise Izard-Héritier, Bouna, monographie d'un village pana de la vallée du Sourou, Haute-Volta, Antony, Les auteurs, 1958.
- avec Françoise Izard-Héritier, Les Mossi du Yatenga. Étude de la vie économique et sociale, Antony, Les auteurs, 1959.
- Traditions historiques des villages du Yatenga, Paris, Centre national de la recherche scientifique, 1965.
- Introduction à l'histoire des royaumes mossi, 2 vol., Paris, Collège de France, Laboratoire d'anthropologie sociale, 1970.
- avec Pierre Smith (dir.), La Fonction symbolique : essais d'anthropologie, avec des textes de Dan Sperber, Jean Pouillon, Nicole Belmont, Marcel Détienne, etc., Paris, Gallimard, 1979,  (ISBN 978-2070286218).

- Prix Bordin 1980 de l’Académie française
- Gens du pouvoir, gens de la terre : les institutions politiques de l'ancien royaume du Yatenga (bassin de la Haute-Volta blanche), Cambridge, Cambridge university press ; Paris, Éditions de la Maison des sciences de l'homme, 1985.
- Le Yatenga précolonial : un ancien royaume du Burkina, Paris, Karthala, 1985,  (ISBN 978-2865371242).
- avec Pierre Bonte (dir.), Dictionnaire de l'ethnologie et de l'anthropologie, rédaction par Marion Abélès, Philippe Descola, Jean-Pierre Digard, et al., Paris, Presses universitaires de France, 1991.  (ISBN 2-13-043383-9) ; 2e éd. revue, coll. « Quadrige », 1992.  (ISBN 2-13-044539-X) ; 3e éd. 2000.  (ISBN 2-13-050687-9) ; 4e éd. coll.«  Quadrige. Dicos poche », 2007.  (ISBN 978-2-13-055999-3)
- L'Odyssée du pouvoir. Un royaume africain : État, société, destin individuel, Paris, Éditions de l'École des hautes études en sciences sociales, 1992.  (ISBN 2-7132-0990-0)
- Les Archives orales d'un royaume africain, tome I : recherches sur la formation du Yatẽnga, [sans lieu], M. Izard, 1997.
- Les Archives orales d'un royaume africain, tome II : recherches sur la formation du Yatẽnga, [sans lieu], M. Izard, 1997.
- avec Fabio Viti (dir.), Anthropologia delle tradizioni intelletualle : Francia et Italia, Roma, CISU, « Quaderni di etnosistemi », 2000.
- Moogo : l'émergence d'un espace étatique ouest-africain au XVIe siècle. Étude d'anthropologie historique, Paris, Éditions Karthala, 2003.  (ISBN 2-84586-449-3)
- (dir.), Claude Lévi-Strauss, Paris, l'Herne, « Cahier de l'Herne », 2004.  (ISBN 2-85197-096-8)